# Kintetsu Railway

Kintetsu Railway Co., Ltd. (în japoneză 近畿日本鉄道株式会社　prescurtare: Kintetsu, 近鉄) este o societate feroviară de transport de călători din Japonia.
A fost fondată în 1910 și are sediul în Tennoji-ku, Osaka. Principalul său concurent este JR West.

## Legături externe
- Materiale media legate de Kintetsu Railway la Wikimedia Commons
- Site web oficial